# 能登ノ山竜三
能登ノ山 竜三（のとのやま りゅうぞう、1928年5月5日 - 1971年7月20日）は、石川県珠洲郡（現在の珠洲市）出身で立浪部屋に所属した元大相撲力士。本名は出村 竜三（でむら りゅうぞう）。身長193cm、体重129kg。最高位は東十両13枚目（1950年1月場所）。得意技は左四つ、割り出し。引退後は世話人となり、立浪部屋で後進の育成に務めた。

## 来歴
1946年11月場所に18歳で初土俵。順調に出世して1950年1月場所に21歳で十両に昇進。しかし、2場所続けて5勝10敗と負け越して幕下に陥落。幕下陥落後は長い間低迷していたが、1956年頃から調子を戻し始めて、1957年3月場所に7年ぶりに十両に復帰した。その場所は9勝6敗と十両で初めて勝ち越したが、その後2場所続けて大きく負け越して再び幕下に陥落。1958年5月場所に現役を引退。引退後は世話人に転向した。身長193cmの巨躯と左四つからの割り出しという豪快な取り口で将来を期待されたが、気の小ささと、足腰を負傷したために大成できなかった。1971年7月20日に死去。享年43。

## エピソード
1958年にアメリカ映画「黒船」にクレジットなしで出演したことがある。また、Ryuzo Demura 名義で、アメリカ映画「底抜け慰問屋行ったり来たり」にも出演した。

## 主な成績
- 生涯成績：187勝214敗21休  勝率.466
- 十両成績：25勝50敗  勝率.333
- 現役在位：41場所
- 十両在位：5場所
- 各段優勝
  - 序二段優勝：1回（1947年6月場所）

### 場所別成績
| | 一月場所 初場所（東京） | 三月場所 春場所（大阪） | 五月場所 夏場所（東京） | 七月場所 名古屋場所（愛知） | 九月場所 秋場所（東京） | 十一月場所 九州場所（福岡） |
| --- | ----------------------- | ----------------------- | ----------------------- | --------------------------- | ----------------------- | --------------------------- |
| 1946年 （昭和21年） | x                       | x                       | x                       | x                           | 新序 2–0                | x                           |
| 1947年 （昭和22年） | x                       | x                       | 東序二段8枚目 優勝 4–1  | x                           | 東三段目11枚目 1–2–3    | x                           |
| 1948年 （昭和23年） | x                       | x                       | 西序二段2枚目 4–2       | x                           | 西三段目12枚目 3–3      | x                           |
| 1949年 （昭和24年） | 西三段目10枚目 7–5      | x                       | 東幕下23枚目 12–3       | x                           | 東幕下5枚目 11–4        | x                           |
| 1950年 （昭和25年） | 東十両13枚目 5–10       | x                       | 西十両15枚目 5–10       | x                           | 西幕下4枚目 6–9         | x                           |
| 1951年 （昭和26年） | 西幕下6枚目 8–7         | x                       | 東幕下5枚目 5–10        | x                           | 西幕下11枚目 8–7        | x                           |
| 1952年 （昭和27年） | 東幕下10枚目 8–7        | x                       | 東幕下9枚目 8–7         | x                           | 東幕下3枚目 6–9         | x                           |
| 1953年 （昭和28年） | 東幕下6枚目 7–8         | 東幕下7枚目 4–4         | 東幕下7枚目 3–5         | x                           | 西幕下11枚目 3–5        | x                           |
| 1954年 （昭和29年） | 東幕下14枚目 4–4        | 西幕下13枚目 2–6        | 西幕下19枚目 4–4        | x                           | 東幕下18枚目 3–5        | x                           |
| 1955年 （昭和30年） | 東幕下23枚目 4–4        | 西幕下21枚目 0–3–5      | 東幕下30枚目 6–2        | x                           | 東幕下17枚目 5–3        | x                           |
| 1956年 （昭和31年） | 東幕下10枚目 4–4        | 西幕下9枚目 4–4         | 東幕下7枚目 4–4         | x                           | 東幕下7枚目 5–3         | x                           |
| 1957年 （昭和32年） | 西幕下3枚目 5–3         | 西十両23枚目 9–6        | 西十両15枚目 4–11       | x                           | 西十両23枚目 2–13       | 東幕下9枚目 2–6             |
| 1958年 （昭和33年） | 西幕下17枚目 0–8        | 西幕下30枚目 休場 0–0–8 | 東幕下46枚目 引退 0–3–5 | x                           | x                       | x                           |
| 各欄の数字は、「勝ち-負け-休場」を示す。 優勝 引退 休場 十両 幕下 三賞：敢=敢闘賞、殊=殊勲賞、技=技能賞 その他：★=金星 番付階級：幕内 - 十両 - 幕下 - 三段目 - 序二段 - 序ノ口 幕内序列：横綱 - 大関 - 関脇 - 小結 - 前頭（「#数字」は各位内の序列） |                         |                         |                         |                             |                         |                             |

## 改名歴
- 立嵐 竜三（たつあらし りゅうぞう）1946年11月場所 - 1947年11月場所
- 能登ノ山 竜三（のとのやま -）1948年5月場所 - 1950年1月場所
- 能登ノ山 龍三（- りゅうぞう）1950年5月場所 - 9月場所
- 西城山 龍三（にしぎやま -）1951年1月場所 - 1953年5月場所
- 能登ノ山 龍三（のとのやま -）1953年9月場所 - 1958年5月場所